# Toshiya Omi
Toshiya Omi (尾身 俊哉 Omi Toshiya?), född 12 oktober 1995 i Saitama prefektur, är en japansk fotbollsspelare.
Omi började sin karriär 2018 i YSCC Yokohama.